# Brachyrhopala ochracea
Brachyrhopala ochracea är en tvåvingeart som beskrevs av Clements 2000. Brachyrhopala ochracea ingår i släktet Brachyrhopala och familjen rovflugor. Inga underarter finns listade i Catalogue of Life.